# Hopfengarten (Magdeburg)

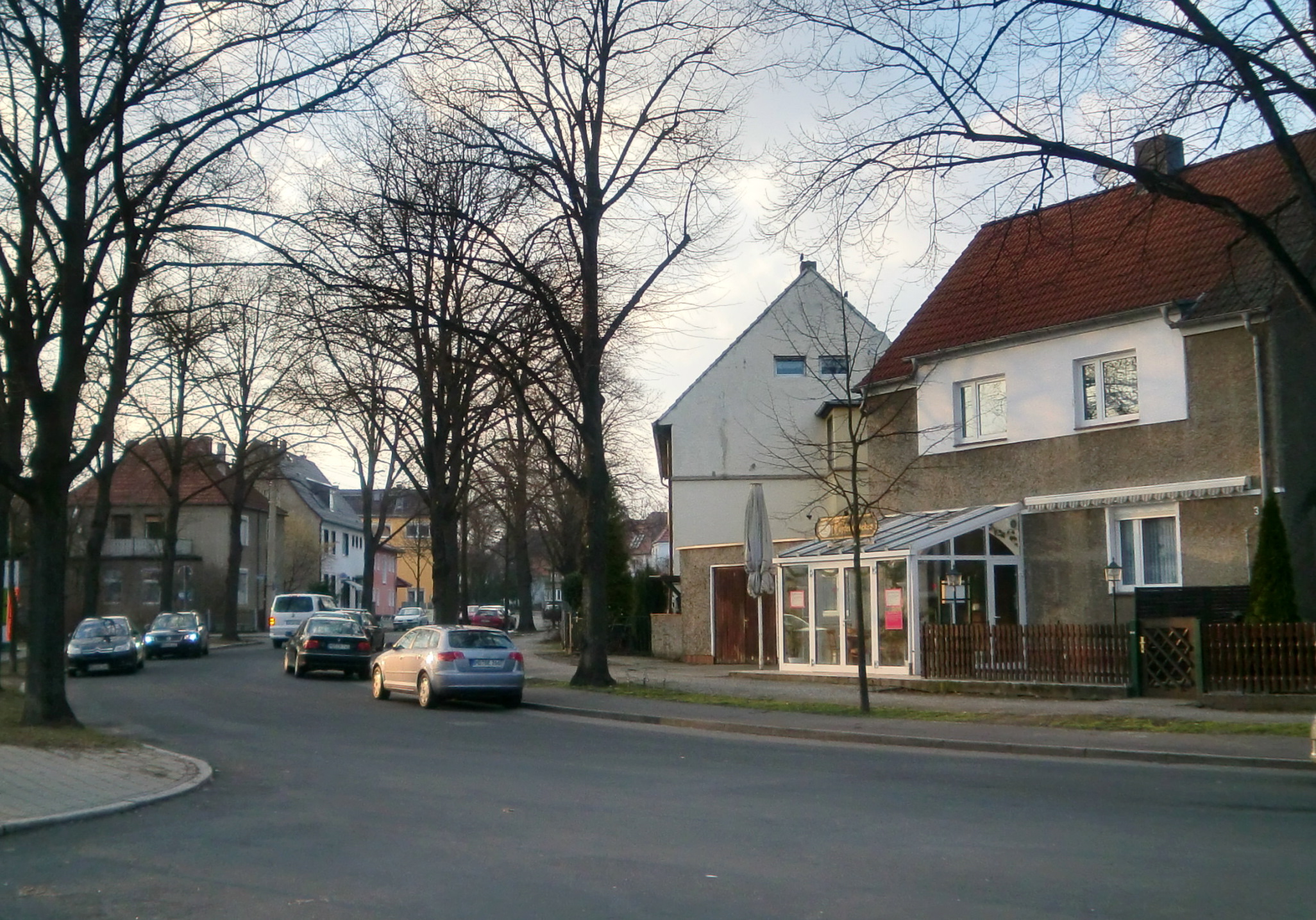
Hopfenplatz

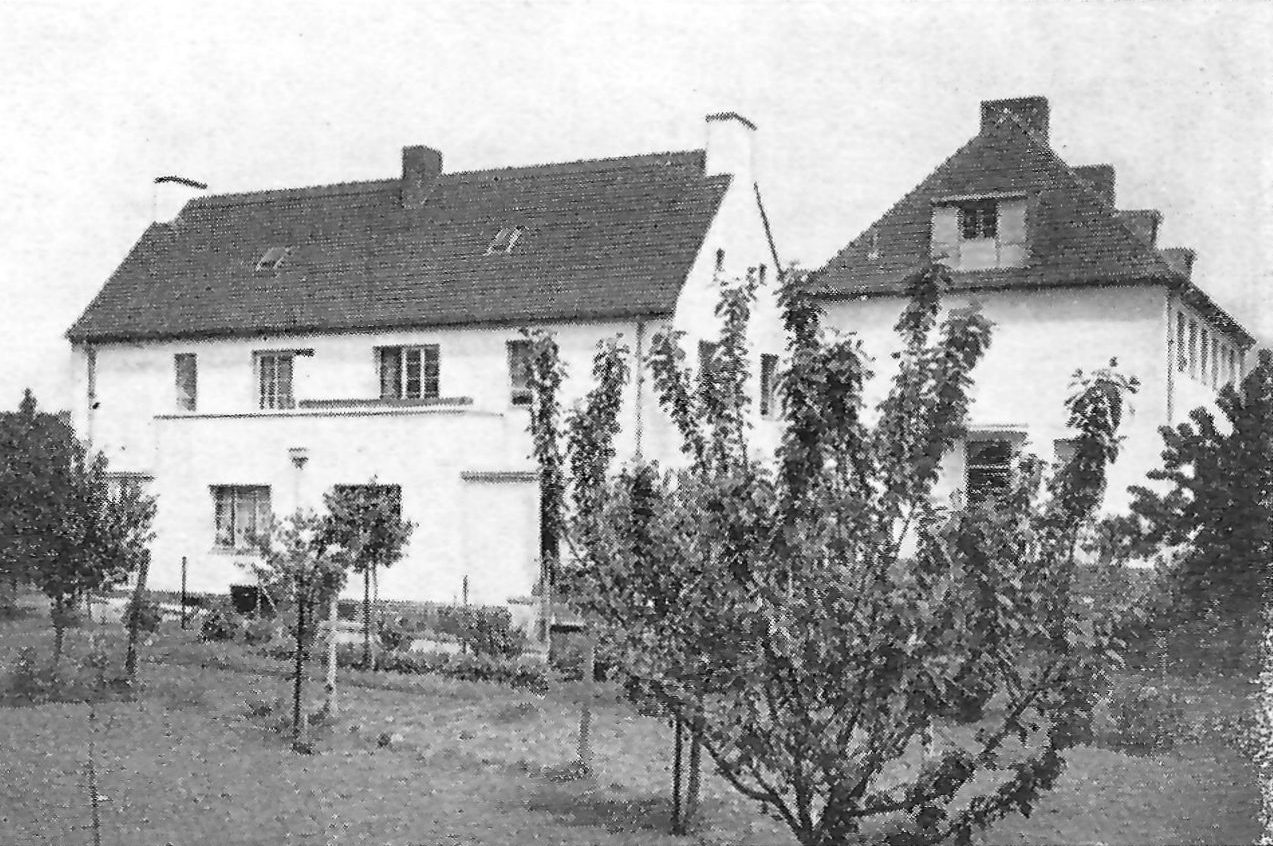
Gartenstadt Hopfengarten in den 1920er Jahren

Hopfengarten ist ein kleiner Stadtteil im Süden Magdeburgs, der auf die Bebauung mit Villen, Reihen- und Einfamilienhäusern nach 1900 zurückgeht.

## Lage
Der Hopfengarten erstreckt sich über eine Fläche von 2,7894 km² und hat 4.445 Einwohner (Stand 31. Dezember 2021). Das Durchschnittsalter beträgt 47,8 Jahre (Stand 2021).
Die folgenden Straßen umschließen den Hopfengarten: Im Norden die Schilfbreite, im Westen die Leipziger Chaussee und im Süden die Ottersleber Chaussee. Im Osten grenzt das SKET-Industriegelände und eine stillgelegte Halde an. Der Stadtteil wird zentral von der Straße Am Hopfengarten in west-östlicher Richtung durchschnitten.

## Verkehr und Verkehrsanbindung
Der Hopfengarten ist mit einigen Ausnahmen eine Tempo-30-Zone.
Durch den Stadtteil verkehrt die Linie 58. Zusätzlich verkehrt am Nordrand des Stadtteils an der Ecke Schilfbreite/Hopfenbreite die Buslinie 57. Am Westrand des Stadtteils an der Leipziger Chaussee verkehren die Straßenbahnlinien 3 und 9 sowie regionale Busunternehmen. Hier befindet sich außerdem ein Taxistand.

## Bildung und Kultur
Am Rand des Hopfengarten gibt es eine Grundschule und einen Kindergarten. Zweiwöchentlich macht die Fahrbibliothek der Stadtbibliothek halt am zentralen Treffpunkt, dem Hopfenplatz. Die im Stadtteil vorhandenen Kulturdenkmale sind im örtlichen Denkmalverzeichnis aufgeführt.
Die Christusgemeinde im Hopfengarten bildet gemeinsam mit der St.-Michaels-, der St.-Ambrosius-, der Philippus- und der St.-Sebastians-Gemeinde das Magdeburger Kirchspiel Süd. Das Gemeindehaus der Christusgemeinde wurde 1934 für die neu entstandene Gartenstadt Hopfengarten gebaut.

## Gesundheit und Sport
Im Stadtteil finden sich diverse Arztpraxen, sodass die Grundversorgung gut sichergestellt ist.
Im östlichen Teil gibt es eine große Wiese, auf der Fußball gespielt wird. Sportliches Großereignis ist in jedem Jahr der Hopfengartenlauf. Dieser wird vom ortsansässigen Sportverein HSV Medizin Magdeburg e. V. organisiert.

## Wirtschaft und Infrastruktur
Im südlichen Hopfengarten überwiegt das Dienstleistungsgewerbe. Industrie- und Landwirtschaftsbetriebe findet man nicht, viele Einwohner arbeiten in anderen Stadtteilen. Im nördlichen Teil gibt es mehrere Gewerbegebiete.
Jeder Haushalt ist an das Versorgungsnetz der Städtischen Werke Magdeburg (SWM) angeschlossen. Das Abwassernetz wurde teilweise im Herbst 2003 saniert.

## Persönlichkeiten
Der Kunsthistoriker Paul Ferdinand Schmidt (1878–1955) ließ im Jahr 1910 vom bekannten Architekten Heinrich Tessenow für sich im Hopfengarten das Wohnhaus Haus zum Wolf errichten.